# Samuel Allsopp & Sons
Samuel Allsopp & Sons era una de las cervecerías más grandes que operaban en Burton upon Trent, Inglaterra.

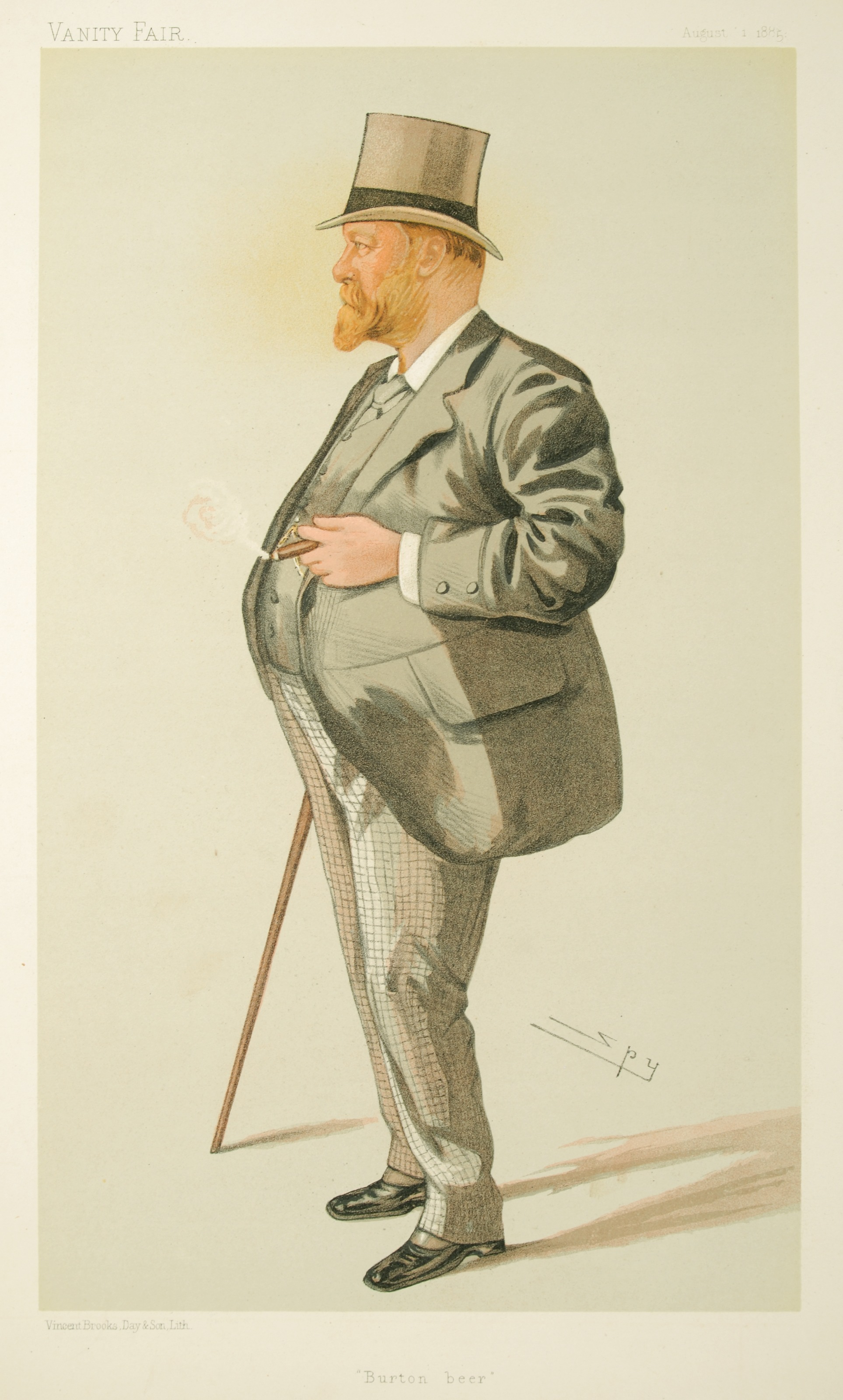
Samuel Charles Allsopp, Vanity Fair, 1885-08-01

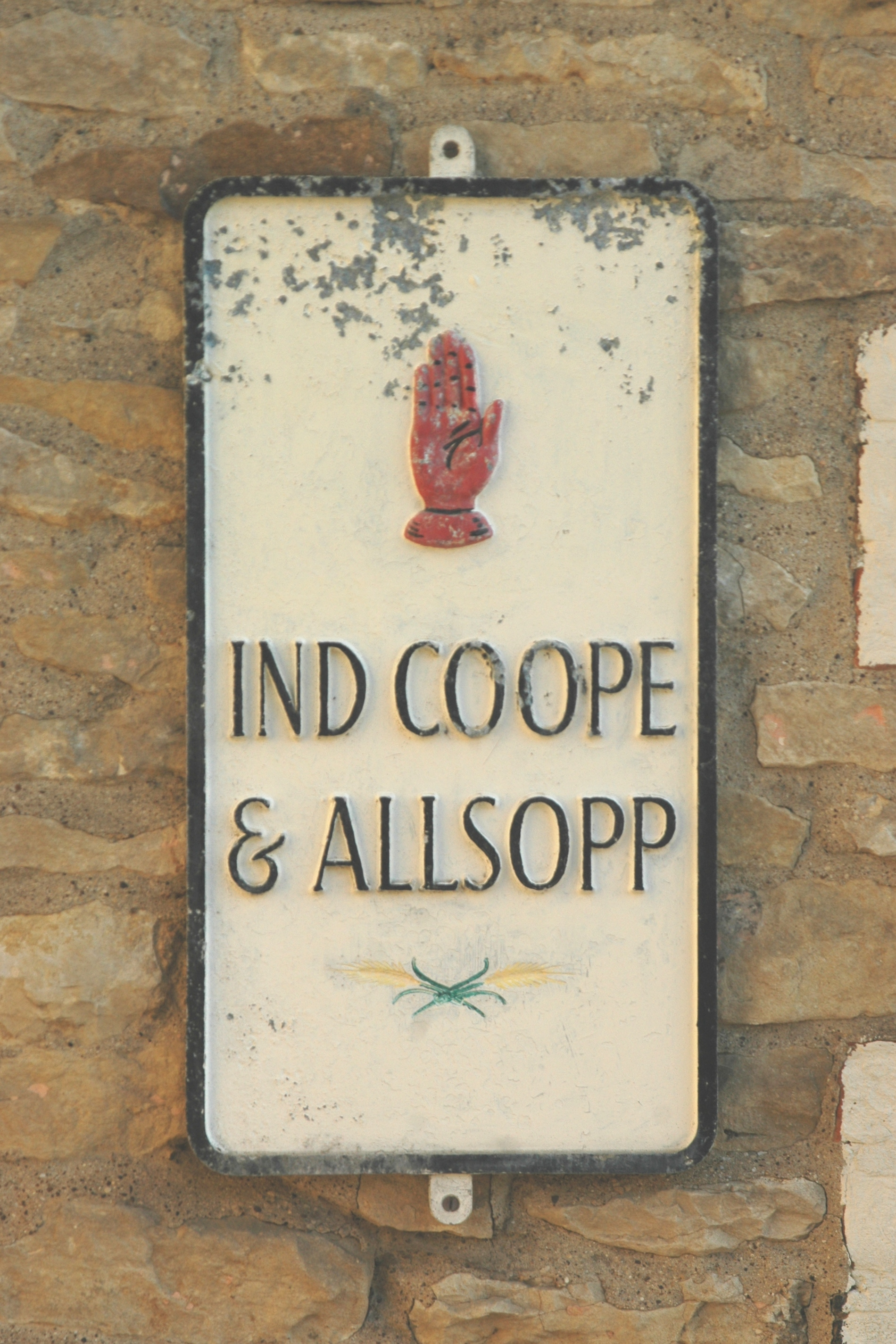
Placa de la cervecera fuera del pub, Great Haseley, Oxfordshire

Los orígenes de Allsopp se remontan a la década de 1740, cuando Benjamin Wilson, un posadero-cervecero de Burton, elaboraba cerveza en sus propias instalaciones y vendía algunas a otros posaderos. Durante los siguientes 60 años, Wilson y su hijo y sucesor, también llamado Benjamin, desarrollaron el negocio con cautela y se convirtieron en el principal cervecero de la ciudad. Aproximadamente en 1800, Benjamin Junior incorporó a su sobrino Samuel Allsopp al negocio y luego, en 1807, luego de una recesión en el comercio debido al bloqueo continental, vendió su cervecería a Allsopp por £7,000.
Allsopp luchó al principio cuando trató de reemplazar el comercio báltico perdido con el comercio interno, pero en 1822 copió con éxito la India Pale Ale de Hodgson, un cervecero de Londres, y el negocio comenzó a mejorar.
Después de la muerte de Samuel en 1838, sus hijos Charles y Henry continuaron la cervecería como Allsopp and Sons. En 1859 construyeron una nueva cervecería cerca de la estación de tren y agregaron un prestigioso bloque de oficinas en 1864. En 1861, Allsopps era la segunda cervecería más grande después de Bass. Henry Allsopp se retiró en 1882 y su hijo Samuel Charles Allsopp se hizo cargo. Allsopps se constituyó como sociedad anónima en 1887 bajo el nombre de Samuel Allsopp & Sons Limited. Hubo peleas en las puertas del banco en la ciudad cuando los inversionistas potenciales lucharon por copias del prospecto, pero en tres años, estos inversionistas exigieron la devolución de su dinero ya que los rendimientos fueron mucho más bajos de lo previsto. Bajo Samuel Allsopp, quien se convirtió en el segundo Lord Hindlip tras la muerte de su padre, Allsopps se tambaleó de crisis en crisis. La falta de casas vinculadas, además de la ambiciosa introducción de una planta de cerveza dorada en 1897, que no cumplió con las expectativas de ventas, resultó ser una carga financiera importante. Con las difíciles condiciones comerciales de la cerveza a principios del siglo XX, muchas cervecerías de Burton se vieron obligadas a cerrar o fusionarse. Después de un intento fallido de fusión con Thomas Salt and Co and the Burton Brewery Company en 1907, Allsopps cayó en manos de los síndicos en 1911. El síndico, Sir William Barclay Peat, trajo a John J. Calder, un Gerente de cervecería con experiencia de 45 años de Alloa en Escocia para revivir el negocio. El capital de la empresa se reestructuró, Calder procedió a adquirir cervecerías más pequeñas para expandir el patrimonio de la casa vinculada de Allsopp y el negocio continuó operando. En 1921, Calder transfirió la planta de lager inactiva a Alloa, donde más tarde produjo las marcas precursoras de Skol lager. En 1935, Samuel Allsopp & Sons se fusionó con Ind Coope Ltd para formar Ind Coope and Allsopp Ltd. El nombre de Allsopp se eliminó en 1959 y en 1971 Ind Coope se incorporó a Allied Breweries.
En agosto de 2017, la cervecería artesanal escocesa Brewdog presentó una solicitud para adquirir la marca comercial Allsopp. En su Manifiesto de 2018, James Watt declaró que estaban trabajando con el historiador de la cerveza Martyn Cornell para recrear la receta original del siglo. Esto puede haber influido en que AbInBev recupere Bass Pale en el Reino Unido como la IPA original.[6]
Jamie Allsopp, descendiente directo de Samuel Allsopp, ha consolidado las marcas comerciales dispersas y ha encontrado posiblemente el único libro de contabilidad restante que contiene las recetas auténticas. La empresa revivida comenzó la elaboración de prueba en 2020, manteniéndose lo más cerca posible de las recetas originales. Jamie cree que las grandes cervezas de Allsopps "son demasiado buenas para relegarlas a los libros de historia".